# Abbas Bencheikh
Pour les articles homonymes, voir Bencheikh.
Abbas Bencheikh-El Hocine (arabe : عباس بن الشيخ الحسين), dit cheikh Abbas, né en 1912 à Mila en Algérie et décédé à Paris le 3 mai 1989, est un diplomate, ouléma et homme de lettres algérien. Il est recteur de l'Institut musulman et de la Grande Mosquée de Paris de 1982 jusqu'à sa mort.
De par son érudition et son rôle, salué par les pouvoirs publics, dans la structuration de l'organisation cultuelle, Cheikh Abbas est une figure incontournable de l'islam en France. Il est également un patriote algérien, ayant œuvré pour l'indépendance de l'Algérie et représenté diplomatiquement son pays en plus de contribuer à son développement religieux.

## Biographie

### Origine familiale
Abbas Bencheikh-El Hocine naît en 1912, dans la commune de Mila, près de la ville Constantine. Il est le frère de Cheikh Merzouq Bencheikh-El Hocine. Il est issu d'une famille établie autour de Constantine depuis le XVIIIe siècle. De descendance « noble », la famille Bencheikh-El Hocine jouit d'une renommée dans la ville de Constantine, notamment car elle est à l'origine de la zaouïa de Sidi Khalifa à Mila. La famille est particulièrement reconnue pour son patriotisme et son soutien à l'indépendance de l'Algérie.

### Formation
Après des études théologiques au sein de la confrérie soufie familiale, à 21 ans, Cheikh Abbas part à l'université islamique de Zitouna à Tunis. Par la suite, il étudie à l'université al-Quaraouiyine à Fès. Au cours de sa formation académique prestigieuse, Cheikh Abbas acquiert des connaissances approfondies en théologie musulmane, en langue arabe et en philologie.

### Engagement pour l'Algérie

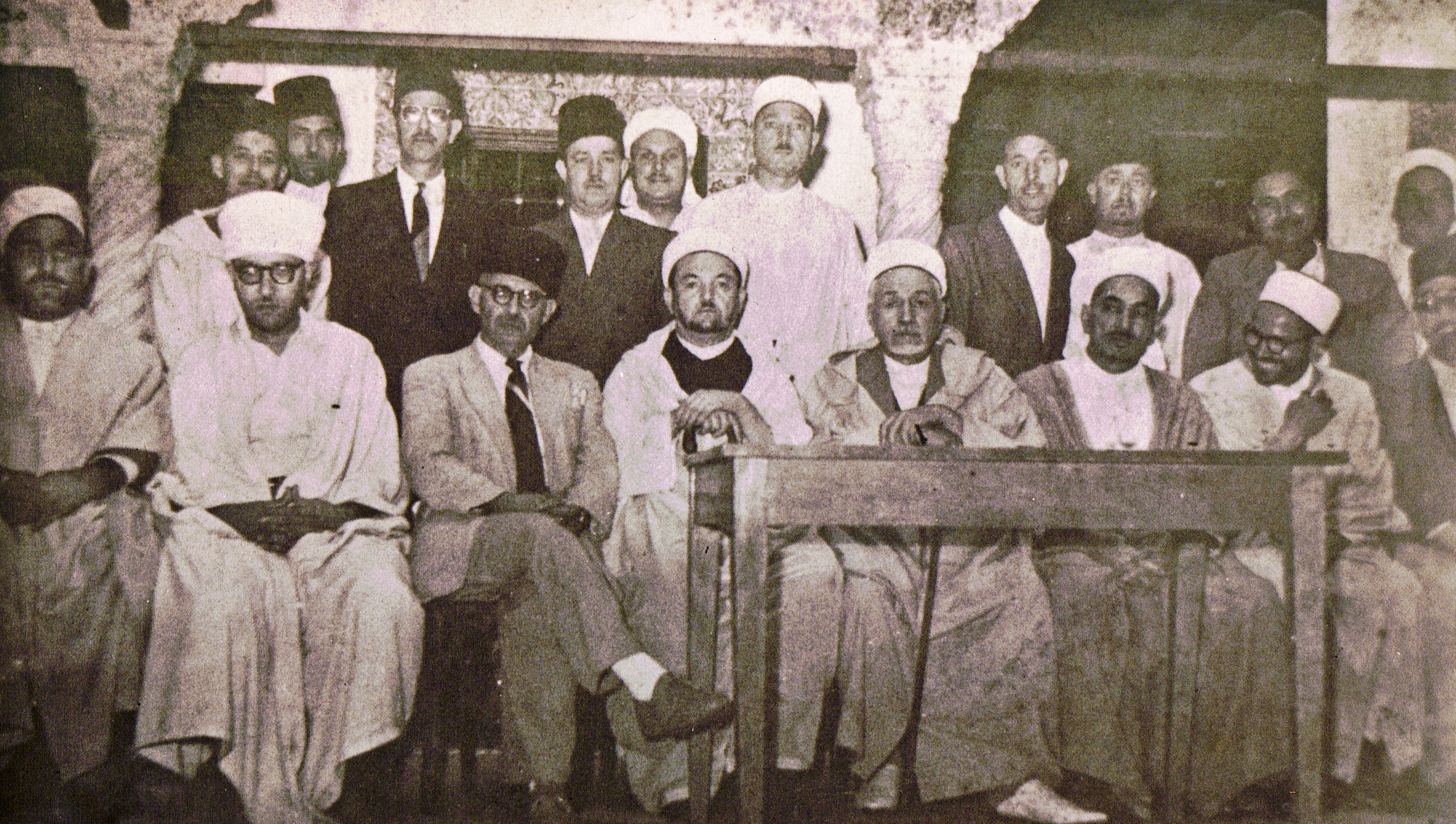
Cheikh Abbas (deuxième assis en partant de la gauche), fin des années 1950, à l'occasion d'une réunion du Conseil d'administration de l'Association des oulémas musulmans algériens.

Après une dizaine d'années studieuses, il retourne en Algérie, et devient un des disciples du chef réformateur des ouléma algériens Abdelhamid Ben Badis. Il milite à ses côtés pour une réforme religieuse et politique de l'Algérie sous occupation française. Il exerce également en tant que professeur à Constantine puis Tlemcen. Il tient un rôle dans l'Association des oulémas musulmans algériens. Cheikh Abbas fut également l'un des personnages à l'origine de la construction de la mosquée Émir Abdelkader à Constantine. 
À l'indépendance de l'Algérie, il est nommé ambassadeur en Arabie saoudite à Djeddah. En 1965, il devient délégué permanent auprès de Ligue des États arabes. 
À la suite de sa démission de ce poste, il occupe le siège de président du Haut Conseil Islamique de l'Algérie, siège qu'il quitte par choix personnel pour se consacrer à la prédication ; il tient un prêche  hebdomadaire à la Grande Mosquée d'Alger.

### Recteur de la Grande mosquée de Paris
En 1982, Cheikh Abbas prend la charge de la Grande Mosquée de Paris, succédant au cheikh Hamza Boubakeur.
En tant que recteur, Cheikh a restructuré la mosquée. Il a ainsi créé une deuxième salle de prière et a mis en place nombre de services, notamment culturels, sociaux et associatifs. Il a permis à la mosquée d’une part de bénéficier d’un budget spécifique provenant du ministère des Habous de l’Algérie et d’autre part de se doter d’un corps d’imams.
Dans un rôle de médiateur entre la France et l'Algérie, il intervint pour régler le problème des enfants issus de mariages mixtes (enfants binationaux) en défendant le droit de garde des mères françaises dont les enfants avaient été amenés en Algérie à la suite des séparations des couples mixtes. Il intervint également pour faciliter le retour et le séjour en Algérie de nombreux anciens harkis qui avaient quitté l’Algérie depuis l'indépendance en 1962[réf. nécessaire]. Il anima de nombreuses conférences dans plusieurs villes de France dont Lille, Lyon et Marseille.
Aussi Cheikh Abbas est-il celui qui impulse la structuration de la communauté musulmane en France en encourageant l'organisation régionale des associations musulmanes, en facilitant notamment la création à Lyon du Conseil représentatif des musulmans de Rhône-Alpes (CRMRA).
Cheikh Abbas, alors toujours recteur de la Grande mosquée de Paris, disparaît le 3 mai 1989 dans la capitale française, lors d'une visite de Yasser Arafat.

### Vie privée
Cheikh Abbas est le père de deux personnalités qui animent la vie religieuse des musulmans en France : Soheib Bencheikh, chercheur en théologie et ancien mufti de Marseille, et Ghaleb Bencheikh, physicien, ancien animateur de l'émission « Islam » sur France 2, à la tête de la Fondation pour l'Islam de France.

## Publications
- « Les droits de l'Homme en islam », in Jean-François Six (dir.), 1989, les droits de l'Homme en questions / Livre blanc, La Documentation française, 1989, pp. 129 - 135[7].